# حزب العمل الوطني الديمقراطي
حزب العمل الوطني الديمقراطي، هو حزب سياسي تونسي أسس عام 2005. تقدم في 29 أفريل/نيسان 2005 بمطلب للحصول على تأشيرة النشاط القانوني دون أن يحصل عليها. أصدر الحزب في غرة مايو 2005 بيانه التأسيسي قدم فيه نفسه «كحزب يتوجه إلى العمال ومختلف فئات الشعب الكادح» وكجزء من «جبهة القوى التقدمية والديمقراطية في العالم». تضم هيئته التأسيسية عبد الرزاق الهمامي (رئيس)، محمد جمور، الناطق الرسمي (محامي)، خالد الفالح (أستاذ)، محمد الزريبي (أستاذ)، بوراوي بعرون (معلم)، محسن الخلفاوي (عامل)، عثمان قوادر (طالب).
- لهذا الحزب امتداد بالجامعة وتمثيل في الاتحاد العام لطلبة تونس حيث أن قياداته كانت من أبرز عناصر الحركة الطلابية خلال سبعينات القرن الماضي لكنّ دورهم الطلاّبي انحسر مع تصاعد تأثير «الوطنيين الديمقراطيين» فنظموا حركة تمرّد نقابية سنة 1978 انتهت بإيقافهم وتشتتهم ليعودوا كمجموعة نقابية سرعان ما انقسمت على نفسها في صراع علني بين مجموعتين واحدة يقودها أحمد الكحلاوي والثانية يتزعمها عبد الرزاق الهمّامي، وقد قدم الحزب نفسه «كتتويج لمرحلة من النضال بدأت منذ أكثر من ثلاثين سنة».
- أصدر الحزب بيانه التأسيسي في غرة ماي 2005 وأعلن فيه أن برنامجه يعنى بمشاغل «الطبقة العاملة وجماهير الشعب من فلاحين وطلبة ومثقفين وعموم الفئات الشعبية».
- أما عن برنامجه المقبل فقد أعلن رئيسه على صفحات جريدة الطريق الجديد لسان حال حركة التجديد أنهم «في حاجة لبلورة قطب يساري وديمقراطي تقدمي يكون في مقدمة النضال ضد الاستبداد السياسي الواقع وضد مشاريع الاستبداد المتوقعة، يلتئم حول أرضية دنيا توافقية ترسم حدودا واضحة بين مكوناته وبقية البدائل المطروحة على الساحة السياسية وهذا ما يبرر وجوده وتميزه».
- وفي هذا الإطار قام بالتنسيق مع بعض القوى اليسارية الصغرى وعلى رأسها حركة التجديد والحزب الاشتراكي اليساري غير المعترف به. وقد أعلنت هذه الأحزاب الثلاثة يوم 15 جوان/حزيران 2008 عن تدعيم التنسيق بينها من خلال المبادرة الوطنية من أجل الديمقراطية والتقدم التي أعلن أنها تهدف إلى تجميع القوى الديمقراطية والتقدمية في النضال من أجل الحريات العامة والطالب الاجتماعية والسيادة الوطنية والدفاع عن مبادئ العدالة والمساواة.
- تقدم حزب العمل الوطني الديمقراطي في عهد بن علي بمطلب للحصول على جريدة الإرادة، لكنه لم يحصل على الترخيص. وهو يقوم بنشرها على الانترنت مع عنوان فرعي «نشرية سياسية إخبارية جامعة».
- تم الاعتراف بحزب العمل الوطني الديمقراطي بعيد فرار الرئيس زين العابدين بن علي من تونس في 14 جانفي 2011، حيث منح التأشيرة يوم الأربعاء 19 جانفي 2011.[1] أقام الحزب مؤتمره الأول في ديسمبر 2012 انتخبت فيه هيئة تأسيسية تضم 15 عضوا، ومكتب سياسي يضم 36 عضوا ولجنة مركزية تضم 69 عضوا.[2] ينضوي الحزب حاليا في تحالف الاتحاد من أجل تونس الذي يضم أيضا حركة نداء تونس والحزب الجمهوري والحزب الاشتراكي والمسار الديمقراطي الاجتماعي.[3]

## إشارات مرجعية
1. ↑  الاعتراف بثلاثة احزاب معارضة جديدة في تونس نسخة محفوظة 26 أبريل 2020 على موقع واي باك مشين.
2. ↑  "أمين عام حزب العمل الوطني الديمقراطي:ندعو إلى تكوين جبهة تمتد من اليسار إلى اليمين الليبرالي الديمقراطي"، جريدة الصباح في 4 جانفي 2013 [وصلة مكسورة] نسخة محفوظة 07 2يناير3 على موقع واي باك مشين.
3. ↑  "مصادقة «الحزب الاشتراكي» و«حزب العمل الوطني الديمقراطي» على بيان 27 جانفي للاتحاد من أجل تونس"، التونسية في 4 فيفري 2013 نسخة محفوظة 25 ديسمبر 2012 على موقع واي باك مشين.

## وصلات خارجية
- حزب العمل الوطني الديمقراطي